# Mortola mortola
Mortola mortola är en spindeldjursart som beskrevs av Cândido Firmino de Mello-Leitão 1938. 
Mortola mortola ingår i släktet Mortola och familjen Ammotrechidae. Inga underarter finns listade i Catalogue of Life.